# Janine Cossy
Janine Cossy, née en 1950 à Reims, est une chimiste française, spécialiste de la synthèse de produits biologiquement actifs.

## Biographie
Janine Cossy est docteur en chimie de l'université de Reims puis effectue un post-doctorat dans l'équipe du professeur Barry Trost de l'université du Wisconsin à Madison. Élue professeur de chimie organique à l'ESPCI ParisTech en 1990, ses travaux portent sur la synthèse totale de produits naturels biologiquement actifs comme des anticancéreux, des antibiotiques, des anti-inflammatoires ou des produits agissant sur le système nerveux central. Elle a également travaillé sur les réactions radicalaires et les réactions photochimiques. Janine Cossy est consultante auprès de Rhône-Poulenc puis de Rhodia et L’Oréal et cofondatrice des startup Acanthe Biotech et CDP Innovation.
Janine Cossy est membre de l'IUPAC, du comité de pilotage de la fondation Pierre-Gilles de Gennes pour la recherche et du conseil scientifique du CNRS pour le mandat 2010-2014. Elle est éditrice des revues scientifiques Organic Letters, New Journal of Chemistry, European Journal of Organic Chemistry et The Journal of Organic Chemistry. Elle a présidé la division chimie organique de la Société française de chimie de 2002 à 2006 et la Société franco-japonaise de chimie.

## Ouvrages
- Carbon with no attached heteroatoms (Elsevier, 2005)
- Comprehensive organic functional group transformations (Elsevier, 2005)

## Distinctions

### Décorations
- 2018  Officière de l'ordre national du Mérite (chevalière en 1997)[8]

- 2022  Officière de la Légion d'honneur (chevalière en 2013)[9]

### Prix et distinctions
- Prix Jungfleish de l’Académie des sciences en 1996
- Médaille d'argent du CNRS en 1996
- Grand prix Achille-Le-Bel de la Société française de chimie en 2009[10]
- Prix des sociétés pharmaceutiques Novartis en 2000 et 2008, Boehringer en 2001, Eli Lilly en 2008, des laboratoires Abbott en 2008, AstraZeneca et Bristol-Myers-Squibb en 2010.
- Membre de l'Académie des sciences en 2017[11],[12]

## Pour approfondir